# Starchiojd
Starchiojd – wieś w Rumunii, w okręgu Prahova, w gminie Starchiojd. W 2011 roku liczyła 3033 mieszkańców.